# Malda (Division)
Die Division Malda ist eine Division im indischen Bundesstaat Westbengalen.

## Geschichte
Bis 2016 gehörten die Distrikte Dakshin Dinajpur, Malda und Uttar Dinajpur zur Division Jalpaiguri und  Murshidabad zur Division Presidency. Diese Gebiete vereinigten sich zur neuen Division Malda.

## Distrikte
Die Division Malda besteht aus vier Distrikten:
| Distrikt         | Hauptstadt | Fläche (km²) | Einwohner (Stand: 2011) | Bev.-Dichte (Ew./km²) |
| ---------------- | ---------- | ------------ | ----------------------- | --------------------- |
| Dakshin Dinajpur | Balurghat  | 02.162       | 1.676.276               | 0.775                 |
| Malda            | Malda      | 03.733       | 3.988.845               | 1.069                 |
| Murshidabad      | Baharampur | 05.324       | 7.103.807               | 1.334                 |
| Uttar Dinajpur   | Raiganj    | 03.142       | 3.007.134               | 0.957                 |
| Gesamt           | Gesamt     | 14.361       | 15.776.062              | 1.099                 |